# Johann Ulrich Schiess

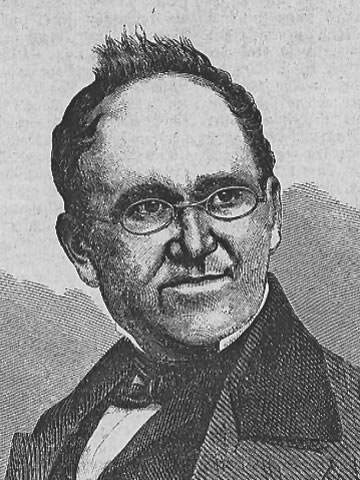
Johann Ulrich Schiess

Johann Ulrich Schiess (* 21. Februar 1813 in Wald (Appenzell Ausserrhoden); † 6. Juli 1883 in Bern) war ein Schweizer Beamter und Politiker. Er war von 1848 bis 1881 Bundeskanzler, anschliessend bis zu seinem Tod liberaler Nationalrat.

## Biografie
Der Sohn eines reformierten Pfarrers erhielt seine Schulbildung in Basel. Anschliessend studierte er Recht an den Universitäten Basel, Jena, Berlin und Göttingen. 1831 wurde er Mitglied in der Jenaischen Burschenschaft. Schiess promovierte im Jahr 1835 und begann seine berufliche Karriere in der Verwaltung des Kantons Appenzell Ausserrhoden. Er war zunächst als Archivar tätig, ab 1836 als Verhörrichter und ab 1839 als Ratsschreiber.
Bundeskanzler Josef Franz Karl Amrhyn trat am 4. November 1847 zurück, da er sich weigerte, die Kriegserklärung der Tagsatzung an den Sonderbund gegenzuzeichnen. Obwohl Schiess gar nicht kandidiert hatte, wurde er zu dessen Nachfolger gewählt; von seiner Wahl erfuhr er aus der Zeitung. Da die Bundeskanzlei führungslos war, trat er das Amt bereits wenige Tage später interimistisch an. Ein Jahr später bestätigte ihn die Bundesversammlung offiziell.
Schiess galt als äusserst fleissiger, aber auch strenger Verwaltungsfachmann. Für seine international beachteten Verdienste um den Aufbau der Bundesverwaltung ehrte ihn die Universität Jena mit der Ehrendoktorwürde. Der Bundesrat betraute ihn mehrmals mit diplomatischen Missionen in den Nachbarstaaten. 1881 trat er zurück und wurde bei den Parlamentswahlen im selben Jahr in den Nationalrat gewählt, für den er zuvor 33 Jahre lang Protokoll geführt hatte. Auf dem Weg zu einer Session erlag er 1883 einem Hirnschlag.
Der badische Revolutionär Friedrich Hecker, der nach 1848 in die USA emigrierte, schildert Schiess als „Prototyp eines würdigen, tätigen, redlichen und geistvollen Beamten einer Republik... Ein lebendiger, kleiner, etwas beleibter Mann mit freundlichen, geistreichen Äuglein, Biederkeit in jedem Zuge.“